# Instytut Matematyczny Claya
Instytut Matematyczny Claya – amerykańska organizacja pozarządowa o charakterze non-profit, utworzona w 1998 r. przez parę milionerów z Bostonu: Landona T. Claya i jego żonę Lavinię D. Clay, przy merytorycznym współudziale matematyka Arthura Jaffa z Harvardu.
Celem Instytutu jest pogłębianie obecnego stanu wiedzy z zakresu matematyki. Cel ten realizuje poprzez popularyzację w środowisku naukowym najnowszych osiągnięć z matematyki, rozpoznawanie i formułowanie kluczowych problemów z tej dziedziny, jak również poprzez system nagród i szkoleń dla wyróżniających się matematyków.
Szerokim echem w świecie naukowym odbiło się sformułowanie w 2000 r. przez Instytut, tzw. siedmiu problemów millenijnych. Idea nawiązywała do sformułowanej sto lat wcześniej przez D. Hilberta listy otwartych problemów matematyki (Problemy Hilberta). Instytut Claya za rozwiązanie każdego z przedstawionych siedmiu problemów ufundował nagrodę wysokości 1 miliona dolarów.
Jak dotąd CMI przyznał nagrodę jedynie raz, w 2010 roku za potwierdzenie hipotezy Poincarégo („każda trójwymiarowa zwarta i jednospójna rozmaitość topologiczna bez brzegu jest homeomorficzna ze sferą trójwymiarową”), którą udowodnił profesor Grigorij Perelman. Ten były profesor Instytutu Stiekłowa w Sankt Petersburgu odmówił jednak przyjęcia pieniędzy.